# 岡本氏
岡本氏（おかもとし/おかもとうじ）は、日本の氏族。代表的な一族としては下記ようなものがある。
- 下野岡本氏 - 下野国の清原姓芳賀氏の庶流。宇都宮氏家臣として活動した。
- 遠江岡本氏 - 遠江国浜名郡の国人領主で、古代氏族である県氏の末裔。浜名郡岡本郷の下司職を務め、後に国人領主化した。
- 尾張岡本氏 - 尾張国の熱田神宮の神官家（尾張姓熱田氏支流）に属する（尾張岡本氏を参照のこと）。下記参照。
- 石見岡本氏 - 石見国那賀郡 (島根県) の国人領主で、元々は近江国浅井郡岡本郷を拠点としていたが、平安時代に石見国に移住して国人領主化した。
- 肥後岡本氏 - 肥後国の戦国大名相良氏の庶流。上村長国の子の頼春が肥後国球磨郡岡本を領してその在地名を取って岡本を名乗った。

## 下野岡本氏
下野岡本氏は坂東武者の代名詞となった紀清両党のうち、清党である清原姓芳賀氏の庶流である。宇都宮朝綱に従い、宇都宮氏の属下として抜群の武功を顕わしたことによって源頼朝から源氏の白旗一流ずつを贈られた。

### 略歴
下野岡本氏の祖である岡本富高は芳賀禅可の名で有名な芳賀高名の弟である。南北朝時代には兄・禅可に従って行動した。観応の擾乱では宇都宮公綱に従って足利尊氏を味方するが、薩垂山の戦いで戦死してしまう。
富高の孫・正高も禅可に従って越後守護に復帰した上杉憲顕を討つために武蔵野の戦いで上杉氏と戦うが敗れ、討死した。
しかし、その後の岡本氏については不明な点が多い。
岡本氏の系図によれば、正高の子として岡本重親があり、三代目となったとされるが重親が活躍したのは15世紀末から16世紀前半であり、正高は14世紀の人なので、仮に正高が亡くなったと同時に重親が生まれていたとしても、重親は最低でも152歳以上まで生きていたことになり、2人の親子関係が成立しない事になる。
つまり、正高と重親の間の系図が、何らかの理由で消されており、どのような経緯で重親に家督が継承されたのか不明なのである。
ここで注目されているのが、塩谷郡を支配した塩谷氏の分家である玉生氏の系図で、正高の死を以て岡本氏が一旦断絶した後、玉生氏が岡本郷を賜り、玉生勝親が、岡本信濃守富武を名乗り、岡本氏を再興しているのである。
これらの事実、また玉生勝親が、のちの岡本氏の一族が名乗る事が多くなる『縫殿助』を名乗っていた事、名前の『親』の字、さらに重親の正室が玉生氏の出である事、岡本氏が玉生氏の本家である塩谷氏の家老となっていた事などと合わせて考え、重親が玉生勝親の子孫であるとする見解が、現在のところ有力となっている。
但し、確定的な証拠はなく、また、そうであるならば、なぜ、そうした系図が消失し、重親を正高の子とする系図になったのか不明なため、これらの点は、岡本氏の系図の最大の謎になっている。
重親は下野宇都宮氏17代当主・宇都宮成綱と芳賀高勝の対立によって宇都宮錯乱が起き、高勝は成綱に謀殺され、内紛も成綱の勝利に終わる。成綱は家臣団の再編に成功し、その後もさらなる躍進を狙い、近隣の大名と争う。古河公方の権力も利用し、宇都宮氏の全盛期を築き上げた。これによって宗家である芳賀氏が大きく弱体化すると、岡本氏は宇都宮氏の庶流である塩谷氏に仕え、塩谷氏は清党である岡本氏代々の武勇を評価し、重親を重臣として迎えた。
重親の子正重は天文14年（1545年）に宇都宮氏と那須氏の合戦の際に佐久山にて33歳にて討死しているが、3人の男子をもうけており、娘を主君である塩谷義孝の側室にし、塩谷義通を産んだなどかなり繁栄しており、岡本氏の全盛期であったと考えられる。
ただし、正重の子正親が拠点とした松ヶ嶺城が宇都宮氏宗家と塩谷氏の勢力圏の境目にあることや正重父子と同族の可能性が高い岡本宗慶が宇都宮広綱の重臣であったことから、岡本氏は塩谷孝綱が宇都宮氏から塩谷氏に入った時に付けられた家臣で、宇都宮氏と塩谷氏に両属する立場にあったとする説もある。また、宗慶の息子である高永が元亀元年（1570年）時点で、玉生氏ゆかりの芳賀郡玉生郷の給人であったとする記録（『今宮祭祀録』）がある。
岡本正親の代になると後北条氏の勢力が下野にまで迫っており、主家である宇都宮氏が佐竹氏と手を結んで対抗していた。沼尻の合戦、岩船山の合戦で正親は塩谷氏に従って参戦するが嫡男・照富、二男・正富が討死してしまうという散々な結果だった。さらには薄葉ヶ原の戦いでは弟・氏宗が討死してしまう。正親は子の亡骸を大中寺に埋葬したという。
塩谷義孝は宇都宮氏から正室を迎え、嫡子塩谷義綱をもうけたために、義通の塩谷氏家督の継承は困難なものになった。正親は名門岡本氏の惨状を悲観し、出家したという。その後道慶のつてによって豊臣秀吉と面会をすることが叶い、秀吉の後ろ盾を得て、正親は、塩谷家臣として復帰する事が出来た。小田原征伐では、塩谷家の名代として参陣しており、その功が認められて、秀吉より所領泉15郷3800石を安堵され塩谷氏からの独立に成功している。正親は新たな居城・泉城が完成するとその翌年、家督は義通の子岡本義保に継承させている。その後、宇都宮国綱が改易されているが、岡本氏は豊臣政権の直臣として認められていたため、そのまま所領を維持することが出来た。
義保の代になると徳川家康、徳川秀忠に謁見し、徳川氏の旗本としての地位を固めていく。関ヶ原の戦いでは、直接関ヶ原に参陣しなかったものの、東軍として大田原城に篭り、北の上杉勢の備えの役割を果たしている。この大田原城での働きにより、2年後の慶長7年（1602年）には、それまでの岡本氏の禄高が2570石であったものが1300石も加増され、約1.5倍に増え、さらに大田原城での戦いで大田原氏との縁が生じて、これをきっかけにして後に大田原氏より子の義政が妻を迎え、強力な後ろ盾を得る事になった。
さらに大坂の陣では、徳川方として2人の弟と那須衆とともに参陣し、31の首級を挙げ、飛び地領として芳賀郡の小貫村と七井村合わせて約500石の加増となり、家禄が約3870石であったものを4373石までに発展させている。
しかし、旧主家である塩谷氏が改易されると、その旧臣の一部を引き受けていたため、財政が苦しくなる。そんな中、同じ下野の旗本であった蘆野資泰より、義保の次男万吉（義則）の養子縁組の話が持ちかけられるが最終的に破談となる。
寛永18年（1641年）12月29日、義保が蘆野資泰との揉め事をまとめる前に没すると、子の義政が岡本氏の財政のため叔父である保真を殺害し、泉騒動とよばれる事件を起こしてしまう。このことがきっかけで岡本氏は改易される。
だが、その後、岡本保忠の孫に当たる桑嶋忠季（桑嶋姓を名乗るが孫の代に岡本姓に復帰）が徳川綱重に仕えて、その子孫はその子家宣に仕えて奥右筆となり、忠季の弟の桑嶋忠直が徳川綱吉に仕えて御馬医となり、それぞれ江戸城に仕える御家人となり岡本氏は栄えた。
また、岡本正親・義保父子とは別に同族と思われる岡本高候という旗本が『寛永伝』に記載されている。江田郁夫は同譜に書かれた高侯以前の当主の名乗りなどから、皆川俊宗の宇都宮城占拠の際に殺害された宇都宮氏の重臣・岡本宗慶の子孫であろうと推測している。

### 系譜
太線は実子、細線は養子。
```
　
芳賀高久

　 ┃
　
岡本富高

　 ┃
　正高
　 ┃
　富武
　 ┃
　
重親
　
　 ┃
　
正重
　
　 ┣━━━┳━━━┳━━━┓
　
正親
　 　
氏宗
　 　光貞 　　女子（
塩谷義孝
側室）
　 ┣━━━━━━━━━┳━━━┓
　女子（
塩谷義通
正室）　　
照富
　　
正富

　 ┣━━━┳━━━┓
　
義保
　　　
保真
　　　
保忠

　 ┣━━━┓　　　　 ┃
　
義政
　 　
義則
　　  
忠清
```

## 石見岡本氏
本姓は藤原氏とされ、天慶4年（941年）に近江国浅井郡岡本郷から岡本祐顕・正信の兄弟が石見国に移り住んだのが始まりとされる。

兄の祐顕は石見国府に残り、石見国大祭天石門彦神社（通称三宮神社）の神職となった。後に国人領主化して嘉吉3年（1443年）には岡本出雲守信貞が三子山城を築城した。戦国時代には福屋氏に従っていたが、毛利氏の福屋氏攻略の後に毛利氏の傘下に入った。 
弟の正信は今福に所領を得て国人領主化し、益田氏や三隅氏に従った。戦国時代になると岡本恒数や子の俊綱は所領の近い石見吉川氏を通じて毛利氏に従った。毛利氏が関ヶ原の戦いに敗れ、吉川氏も周防国岩国に移封されると、岡本氏はそのまま所領であった後野で帰農して明治時代へと至った。